# Gustav Szinda

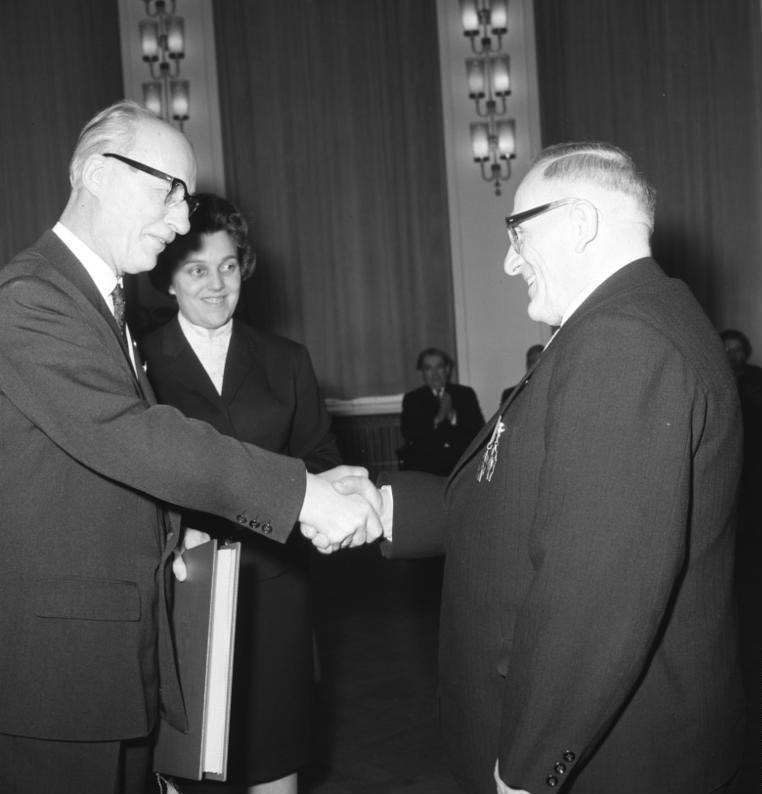
Johannes Dieckmann (po lewej) i Gustav Szinda po prawej, 1962 rok

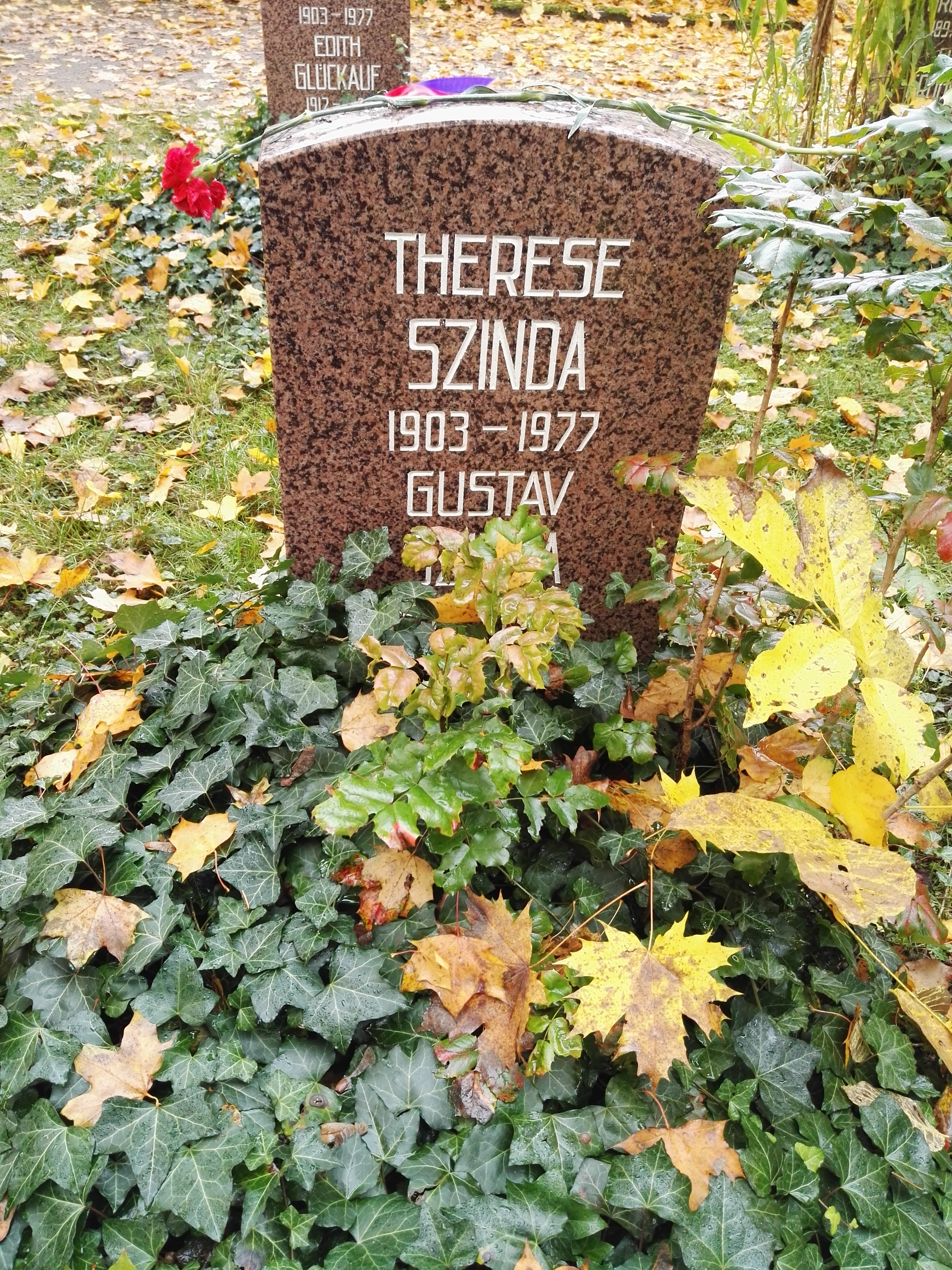
Grób Gustava Szindy

Gustav Szinda (ur. 13 lutego 1897 we wsi Blindgallen (obecnie Błąkały) w Prusach Wschodnich, zm. 23 września 1988) – niemiecki działacz komunistyczny, generał major Stasi.

## Życiorys
Urodził się jako syn cieśli. Skończył szkołę podstawową, pracował jako ślusarz maszynowy, w latach 1914–1918 odbywał służbę w niemieckiej armii. W 1918 związał się z ruchem lewicowym, wstępując do Niezależnej Socjaldemokratycznej Partii Niemiec, od 1920 pracował jako maszynista w Gelsenkirchen, w latach 1920–1924 uczestniczył w zbrojnych wystąpieniach w Zagłębiu Ruhry. W 1925 wstąpił do paramilitarnej formacji Roter Frontkämpferbund, od 1931 był bezrobotny, w 1933 przeszedł na nielegalną stopę, został instruktorem i sekretarzem-organizatorem KPD. W 1935 wyemigrował z Niemiec do Amsterdamu, skąd w 1936 udał się do Hiszpanii, by walczyć w wojnie domowej. Był szefem sztabu i następnie dowódcą batalionu im. Thälmanna (późniejsza Brygada im. Ernsta Thälmanna), w latach 1937–1938 pracował w kontrwywiadzie Brygad Międzynarodowych, następnie w aparacie KC KPH.
Po zakończeniu wojny domowej w Hiszpanii w 1939 udał się do ZSRR, gdzie pracował w Kominternie, w 1943 został przerzucony na tyły niemieckich wojsk, gdzie walczył w składzie oddziałów komunistycznej partyzantki do końca wojny. Od września do grudnia 1945 wykładał w Szkole Antyfaszystowskiej nr 12, potem wrócił do Niemiec i od stycznia 1946 pracował w policji w Berlinie Wschodnim. Od sierpnia 1946 do 1948 kierował działem kadr Zarządu Policji Ludowej Meklemburgii, a 1948-1948 działem kadr władz tego landu, w latach 1949–1951 był szefem wydziału ds. zagadnień policyjnych i pracy partyjnej KC NRD. W 1951 został kadrowym funkcjonariuszem Stasi, od grudnia 1951 do września 1952 był szefem Wydziału 1 (Kontrwywiadowczego) Służby Wywiadowczej Polityki Zagranicznej NRD, od września 1952 do lipca 1953 szefem Wydziału II Głównego (wywiad ekonomiczny) Służby Wywiadowczej Polityki Zagranicznej NRD, następnie 1953-1954 zastępcą szefa Wydziału II Głównego (wywiad ekonomiczny) Głównego Wydziału XV Stasi Ministerstwa Spraw Wewnętrznych NRD. Od 1954 do listopada 1955 kierował Wydziałem VII Stasi MSW NRD, w latach 1955–1957 Wydziałem VII Ministerstwa Bezpieczeństwa Państwowego NRD, a 1958-1965 był szefem Okręgowego Zarządu Stasi w Neubrandenburgu, w 1964 otrzymał stopień generała majora, a w 1965 przeszedł na emeryturę.

## Odznaczenia
- Order Karla Marksa (1957)
- Złoty Order Zasługi dla Ojczyzny (1972)
- Order „Gwiazda Przyjaźni między Narodami” (1987)